# Pettyes fakusz
A pettyes fakusz (Salpornis spilonotus) a verébalakúak (Passeriformes) rendjébe, ezen belül a fakuszfélék (Certhiidae) családjába tartozó faj. Nevének helyesírása (fakusz vagy fakúsz) vitatott.

## Rendszerezése
A fajt James Franklin brit ornitológus írta le 1831-ben, a Certhia nembe Certhia spilonota néven.

## Előfordulása
Dél-Ázsiában, India területén honos. A természetes élőhelye nyitott trópusi és szubtrópusi lombhullató erdők. Állandó, nem vonuló faj.

## Alfajai
- Salpornis spilonotus rajputanae Meinertzhagen & A. Meinertzhagen, 1926
- Salpornis spilonotus spilonotus (Franklin, 1831)[2]

## Megjelenése
Testhossza 13–15 centiméter, testtömege 14 gramm.

## Életmódja
Rovarokkal és pókokkal táplálkozik.

## Szaporodása
Fészekalja 2-3 kék színű tojásból áll.